# Menemen İlçe Stadyumu
Menemen İlçe Stadyumu – stadion piłkarski w Menemen (aglomeracja Izmiru), w Turcji. Obiekt może pomieścić 4420 widzów. Swoje spotkania rozgrywają na nim piłkarze klubu Menemenspor.